# John Murray, 4. Earl of Dunmore

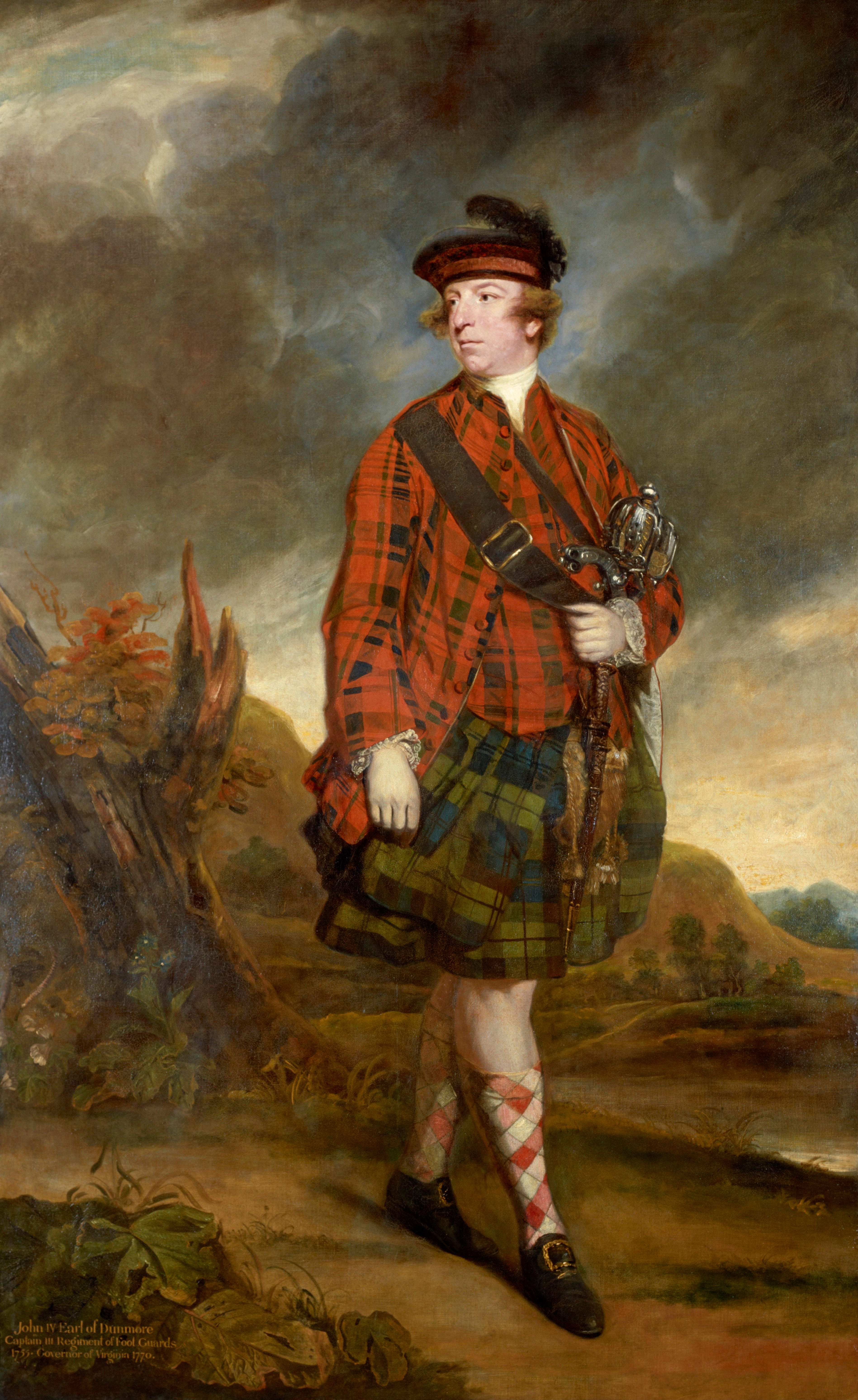
John Murray, 4. Earl of Dunmore

John Murray, 4. Earl of Dunmore (* 1730; † 25. Februar 1809 in Ramsgate, Kent), war ein britischer Peer und Kolonialgouverneur. Er war von 1770 bis 1771 Gouverneur der Provinz New York, von 1771 bis 1776 der Kolonie Virginia und 1787 bis 1796 der Bahamas.
Er stammte aus dem Clan Murray und war der älteste Sohn des William Murray, 3. Earl of Dunmore, aus dessen Ehe mit Hon. Catherine Nairne, Tochter des 2. Lord Nairne. 1756 beerbte er seinen Vater als 4. Earl of Dunmore und saß 1761 bis 1774 sowie 1776 bis 1790 als schottischer Representative Peer im House of Lords. Von 1770 bis 1771 war er Gouverneur der Provinz New York und wurde danach 1771 bis 1776 zum Gouverneur der Kolonie Virginia befördert, der reichsten und größten britischen Provinz in Nordamerika. Während dieser Zeit führte er 1774 eine Reihe von Feldzügen gegen die Indianer, die Shawnee und Mingo, durch, die sich gegen Siedler im Ohio-Gebiet vor allem aus Virginia wehrten. Vor allem verfolgte er aber damit das Ziel, die Ansprüche Virginias im Westen (in Ohio) gegenüber Pennsylvania zu unterstreichen. Während der Miliz-Oberst Andrew Lewis die Shawnee, die auf dem Kriegspfad waren, am Kanawha River schlug, verfolgte sie Murray über den Ohio mit einer zweiten Truppe bis vor ihr Zeltlager und konnte schließlich ein Friedensabkommen mit den Indianern abschließen.
Murray galt zunächst als Held und war anfangs in Virginia genauso wie früher in New York beliebt, aber schon ab 1773 hatte Murray fast ständig Konflikte mit der Generalversammlung von Virginia, insbesondere als er 1773 und 1774 die Legislative auflöste (wegen Unterstützung von Personen, die nicht loyal zum Königreich Großbritannien standen) und 1774 das Pulver aus den Magazinen der Miliz in Williamsburg entfernte. Am 8. Juni 1775 verließ er nach Drohungen gegen sein Leben die Hauptstadt Williamsburg und zog sich auf sein Jagdgut Porto Bello zurück. Bei Beginn der Revolution fand er auf dem britischen Kriegsschiff HMS Fowey im Fluss York Zuflucht. Er versuchte, die Aufstände niederzuschlagen, und war auch anfangs bei der Schlacht von Kemp’s Landing erfolgreich, seine Selbstüberschätzung (und ein amerikanischer Doppelagent) führte dann aber zu der Niederlage in der Schlacht von Great Bridge am 9. Dezember 1775, wonach er sich nach New York zurückzog. Murray kehrte, nachdem er die Aussichtslosigkeit eingesehen hatte, auf seinen Gouverneursposten zurückzukehren, im Juli 1776 nach Großbritannien zurück. Bekannt ist seine nach ihm benannte Proklamation vom 7. November 1775, in dem er afrikanischen Sklaven, deren Eigentümer auf Seiten der Rebellen standen und die der Armee (dem Ethiopian Regiment) auf Seite der Loyalisten beitraten, die Freiheit versprach. Dies war die erste größere Sklavenbefreiung in Nordamerika. Gleichwohl war Murray selbst Sklavenhalter und stellte den Sklavenbesitz von Loyalisten nicht in Frage.
Von 1787 bis 1796 war er Gouverneur der Bahamas. Bei seinem Tod 1809 erbte sein ältester Sohn George Murray seine Adelstitel.
1796 wurde er zum Fellow der Royal Society of Edinburgh gewählt. Das 1772 nach ihm benannte Dunmore County in Virginia wurde in der Revolution in Shenandoah County umbenannt. Sein Jagdgut Porto Bello existiert noch in Camp Peary, York County und steht unter Denkmalschutz, ist aber nicht zu besichtigen. In Schottland erinnert das 1761 auf seinem Gut bei Airth in der Council Area Falkirk gebaute Sommerpavillon Dunmore Pineapple an ihn, das dem National Trust for Scotland gehört, als Ferienunterkunft genutzt wird und dessen Gärten allgemein zugänglich sind. Es hat die Form einer Ananas, und dort wurden auch Ananasse gezüchtet, die er von den Bahamas mitbrachte.

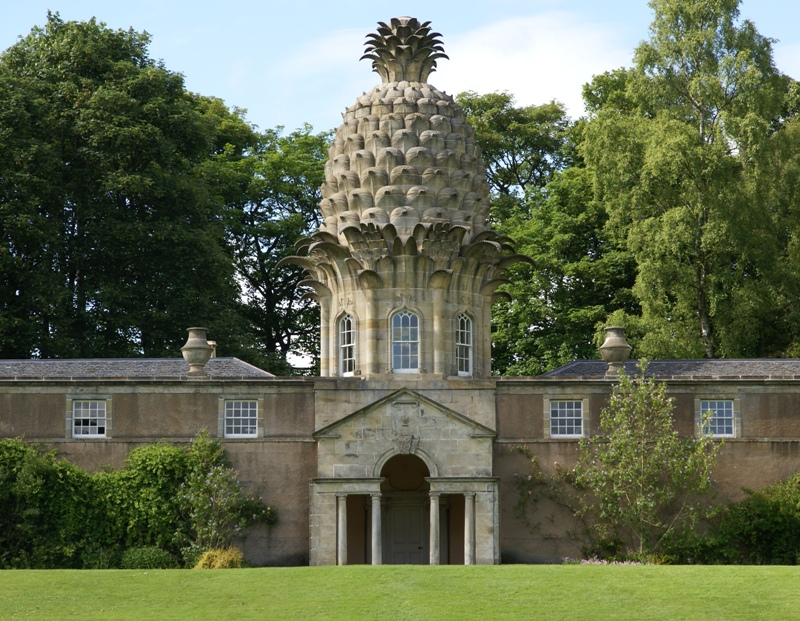
Dunmore Pineapple bei Falkirk

## Ehe und Kinder
Er heiratete am 21. Februar 1759 Lady Charlotte Stewart (vor 1744–1818), die Tochter von Alexander Stewart, 6. Earl of Galloway. Sie hatten acht Kinder:
- Lady Catherine Murray (1760–1783) ⚭ Hon. Edward Bouverie, Sohn des 1. Earl of Radnor;
- George Murray, 5. Earl of Dunmore (1762–1836);
- Hon. William Murray (1763–1773);
- Hon. Alexander Murray (1764–1842), Lieutenant-Colonel;
- Hon. John Murray (1766–1824);
- Lady Augusta Murray (1768–1830) ⚭ Prince Augustus Frederick, Duke of Sussex;
- Lady Susan Murray (1767–1826), ⚭ (1) Joseph Tharp, ⚭ (2) John Drew, ⚭ (3) Rev. Archibald Edward Douglas;
- Hon. Leveson Granville Keith Murray (1770–1835).